# Ансервиль (Мозель)
Ансерви́ль (фр. Ancerville) — коммуна на северо-востоке Франции в регионе Гранд-Эст (бывший Эльзас — Шампань — Арденны — Лотарингия), департамент Мозель, округ Мец, кантон Фолькемон. До марта 2015 года коммуна административно входила в состав упразднённого кантона Панж.

## Географическое положение

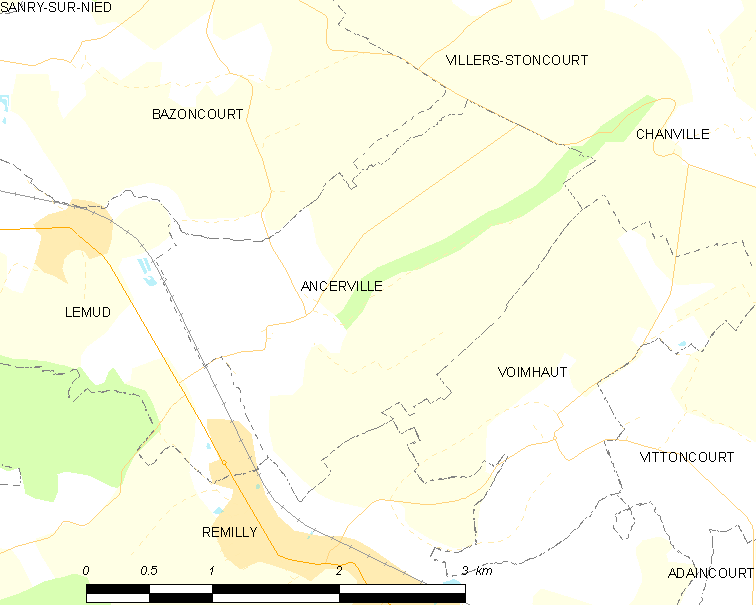
Ансервиль на карте Франции.

Ансервиль расположен в 300 км к востоку от Парижа и в 19 км к юго-востоку от Меца. По переписи 2011 года в коммуне проживало 262 человека.
Площадь коммуны — 5,23 км², население — 273 человека (2006) с тенденцией к стабилизации: 272 человека (2013), плотность населения — 52,0 чел/км². Ранее входила в состав Лотарингии.

## История
- Крепость Ансервиль подвергалась многочисленным осадам в XV—XVI веках.
- Феод епископа Меца, относился к адвокатуре Ремийи. Здесь находился замок, принадлежащий де Бодош, де Гурне, де Режекур и де Полин.

## Население
Численность населения коммуны в 2008 году составляла 279 человек, в 2012 году — 262 человека, а в 2013-м — 272 человека.
| 1962 | 1968 | 1975 | 1982 | 1990 | 1999 | 2006 | 2008 | 2012 | 2013 |
| ---- | ---- | ---- | ---- | ---- | ---- | ---- | ---- | ---- | ---- |
| 214  | 209  | 231  | 238  | 300  | 266  | 273  | 279  | 262  | 272  |

Динамика населения:

## Экономика
В 2010 году из 182 человек трудоспособного возраста (от 15 до 64 лет) 144 были экономически активными, 38 — неактивными (показатель активности 79,1 %, в 1999 году — 72,7 %). Из 144 активных трудоспособных жителей работали 134 человека (72 мужчины и 62 женщины), 10 числились безработными (5 мужчин и 5 женщин). Среди 38 трудоспособных неактивных граждан 13 были учениками либо студентами, 16 — пенсионерами, а ещё 9 — были неактивны в силу других причин.

## Достопримечательности
- Римская дорога.
- Замок XIII века, восстановлен в XV веке.
- Бывшая мельница, упоминаемая с 1509 года; с 1914 года — жилое здание.
- Церковь Сен-Мишель: хоры XIV века, неф XVIII века.